# Enképhalinase
Les enképhalinases sont des enzymes dégradant les peptides opioïdes endogènes de type enképhaline.  
Les enképhalinases comprennent:
- l'Alanine aminopeptidase [1]
- Néprilysine (NEP)[1]
- Dipeptidyl peptidase 3 (DPP3)[1]
- Carboxypeptidase A6 (CPA6)[2]
- Leucyl/cystinyl aminopeptidase (LNPEP)
- Enzyme de conversion de l'angiotensine (ACE)[3]